# Zapatos rojos
Zapatos rojos és una pel·lícula de drama del 2022 dirigida per Carlos Eichelmann Kaiser (en el seu debut com a director) i escrita per Jofra G. G., Kaiser i Adriana González del Valle. Protagonitzada per Eustacio Ascacio Velázquez. Es va estrenar a la secció Horrizons Extra del 79a Mostra Internacional de Cinema de Venècia el 4 d'octubre de 2022.

## Argument
L'Artemio és un granger gran que viu en un petit poble de les muntanyes on la vida és lenta i tranquil·la, però s'embarca en un viatge a Ciutat de Mèxic després d'escoltar una notícia impactant.

## Repartiment
- Eustacio Ascacio Velázquez - Artemio
- Natalia Solián - Damiana
- Phanie Molina - Alejandra
- Miguel Ángel Valencia - Rubén

## Producció
Es va anunciar amb el títol 500 millones de zapatos rojos, però més tard es va canviar a Zapatos rojos. La fotografia principal va durar 3 setmanes a Ciutat de Mèxic i 1 setmana al desert de San Luis Potosí en plena pandèmia de la COVID-19.

## Estrena
La pel·lícula es va estrenar a la 79a Mostra Internacional de Cinema de Venècia el 4 d'octubre de 2022. La seva estrena mexicana va tenir lloc al 20è Festival Internacional de Cinema de Morelia a finals d'octubre de 2022.

## Reconeixements
| Any  | Premi / Festival                               | Categoria                          | Recipient                | Resultat  | Ref.          |
| ---- | ---------------------------------------------- | ---------------------------------- | ------------------------ | --------- | ------------- |
| 2022 | Mostra de Venècia                              | Premi del Públic - Orizzonti Extra | Carlos Eichelmann Kaiser | Nominat   | [ 9 ] [ 10 ]  |
| 2022 | Festival Internacional de Cinema de Marràqueix | Estrella Daurada                   | Carlos Eichelmann Kaiser | Nominat   | [ 11 ]        |
| 2022 | Festival Internacional de Cinema de Morelia    | Millor llargmetratge               | Carlos Eichelmann Kaiser | Nominat   | [ 12 ] [ 13 ] |
| 2023 | Festival Internacional de Cinema de Sofia      | Premis Sofia City of Film          | Red Shoes                | Guanyador | [ 14 ]        |
| 2023 | Festival Internacional de Cinema de Sofia      | Premi FIPRESCI                     | Red Shoes                | Guanyador | [ 14 ]        |
| 2023 | Festival Internacional de Cinema de Sofia      | Premi del Jurat Jove               | Red Shoes                | Guanyador | [ 14 ]        |
| 2023 | Festival de Màlaga                             | Millor pel·lícula iberoamericana   | Carlos Eichelmann Kaiser | Nominat   | [ 15 ]        |
| 2023 | Festival de Màlaga                             | Millor fotografia                  | Serguei Saldívar Tanaka  | Guanyador | [ 16 ]        |
| 2023 | Premis Ariel                                   | Millor opera prima                 | Red Shoes                | Nominat   | [ 17 ] [ 18 ] |
| 2023 | Premis Ariel                                   | Millor revelació actoral           | Eustacio Ascacio         | Nominat   | [ 17 ] [ 18 ] |
| 2023 | Premis Ariel                                   | Millor fotografia                  | Serguei Saldívar Tanaka  | Nominat   | [ 17 ] [ 18 ] |
| 2023 | Premis Ariel                                   | Millor banda sonora                | Camilla Uboldi           | Guanyador | [ 17 ] [ 18 ] |
| 2023 | Premis Ariel                                   | Millor direcció artística          | Nohemí González          | Nominat   | [ 17 ] [ 18 ] |